# Where Does My Heart Beat Now
Pistes de Unison
If Love Is Out The Question The Last to Know
Where Does My Heart Beat Now est une chanson de Céline Dion, premier extrait de l'album Unison. La chanson est interprétée pour la première fois en 1989 puis le single paraît le 19 novembre 1990 aux États-Unis et en 1991 dans le reste du monde. Au Canada, la chanson est le troisième extrait et sort le 1er octobre 1990. Il s'agit du premier succès anglophone de la chanteuse.

## Historique
La chanson Where Does My Heart Beat Now est écrite par Robert White Johnson (en) et composée par Taylor Rhodes (en).
Le titre est d'abord proposé à Jennifer Rush, mais elle le refuse[réf. nécessaire]. En 1989, Céline Dion, qui franchit une étape importante de sa carrière en interprétant son premier album en anglais, l'enregistre au printemps 1989 sous la direction du producteur Christopher Neil. 
Lors de la session, elle arrive en soirée et l'enregistre d'une seule traite. Christopher Neil le fait alors rapidement écouter à René Angélil et Vito Luprano, qui se montrent très satisfaits de la maquette au point de décider qu'en cas de sortie aux États-Unis, il s'agirait du premier single accompagnant le lancement de l'album. 
Le 6 mai 1989, en ouverture du Concours Eurovision de la chanson qui se tient au Palais de Beaulieu à Lausanne (Suisse), après avoir chanté une partie de Ne partez pas sans moi (sa chanson gagnante de l’année précédente),  Céline Dion interprète Where Does My Heart Beat Now. La présentatrice Lolita Morena précise que Céline Dion a « choisi de chanter son premier titre en anglais, ce soir (là), en première mondiale ».
Un an plus tard, Céline Dion interprète la chanson au congrès de Sony International, en juillet 1990, au Château Frontenac, célèbre hôtel situé à Québec. Elle la chante également lors de sa première apparition à l'émission américaine The Tonight Show diffusée sur NBC, en septembre 1990.
Il existe trois versions du clip : la première est réalisée pour le marché canadien, la deuxième pour le marché américain et est la version live, et la troisième est la version remixée[pas clair].
Dans les années 1990, elle interprète cette chanson dans presque chacune de ses tournées. Il s'agit par ailleurs du seul single de l'album Unison à figurer sur la compilation My Love : Essential Collection parue en 2008.

## Accueil public
La chanson connaît un certain succès à travers le monde. Aux États-Unis, il s'agit de sa première chanson à figurer dans les classements, débutant en 80e position en novembre 1990 avant d'atteindre la 4e position en mars 1991. Au Royaume-Uni, la chanson débute en 90e position et grimpe la semaine suivante en 80e position. La chanson, relancée en 1993, débute à cette date en 72e position. Elle passe en tout 5 semaines dans les chartes. Au Canada, la chanson atteint la 6e position et reste 23 semaines dans les chartes. Le succès du single galvanise d'ailleurs les ventes de l'album dans son pays d'origine et lui permet d'acquérir en notoriété au-delà du Québec. En Australie, la chanson débute en 98e position et figure 6 semaines plus tard en 62e position. La chanson entre également dans le top 10 en Norvège.

### Classements
| Pays                         | Meilleure Position |
| ---------------------------- | ------------------ |
| Australie                    | 62                 |
| Belgique                     | 21                 |
| Brésil                       | 15                 |
| Canada                       | 6                  |
| France                       | 20                 |
| Irlande                      | 13                 |
| Norvège                      | 4                  |
| Nouvelle-Zélande             | 36                 |
| Pays-Bas                     | 24                 |
| Royaume-Uni                  | 72                 |
| États-Unis Billboard Hot 100 | 4                  |